# Ostola
L'Ostola est un torrent du Piémont qui coule dans la province de Biella. Il est l'un des tributaires du Cervo.

## Géographie

### Parcours

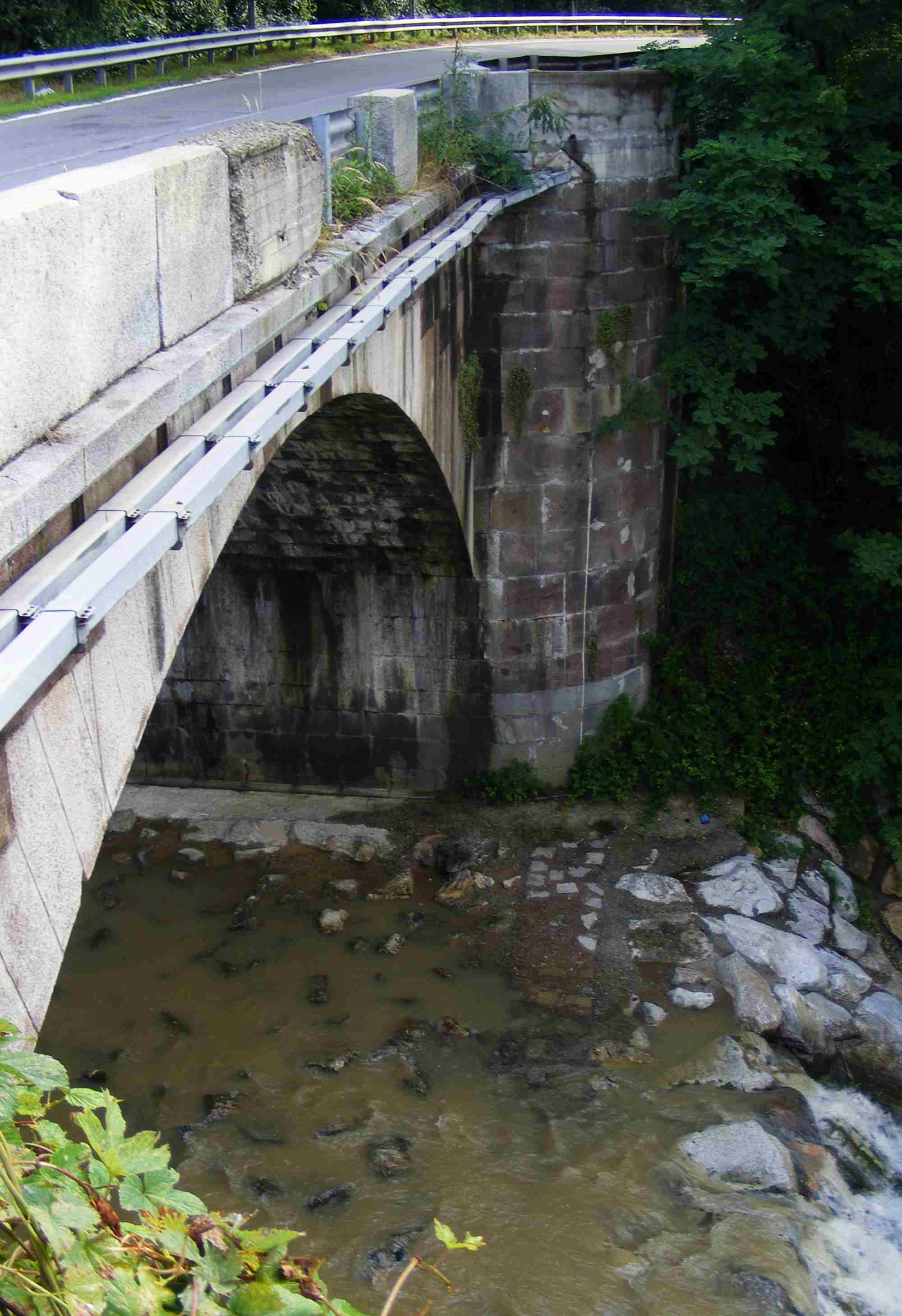
Le pont de la route SP 142 sur l'Ostola.

Le torrent prend sa source sur le territoire de la commune de Soprana à environ 600 mètres d'altitude sur le versant méridional du Mont Capoposto, culminant à 750 mètres et reçoit directement depuis la rive gauche, l'apport du Rio di Vioglio qui descend du Mont Solivo.
Son lit, orienté initialement vers l'est, se trouve barré sur la commune de Masserano par la digue formant le Lac des Plaines. En ce lieu, l'Ostola reçoit entre autres l'apport hydrique du torrent Cigliaga, son plus important affluent en rive droite. Après un tronçon pointant vers le sud-est, l'Ostola passe tout proche du centre historique de Masserano et reprend sa descente vers le sud entre les collines du Biellois oriental.

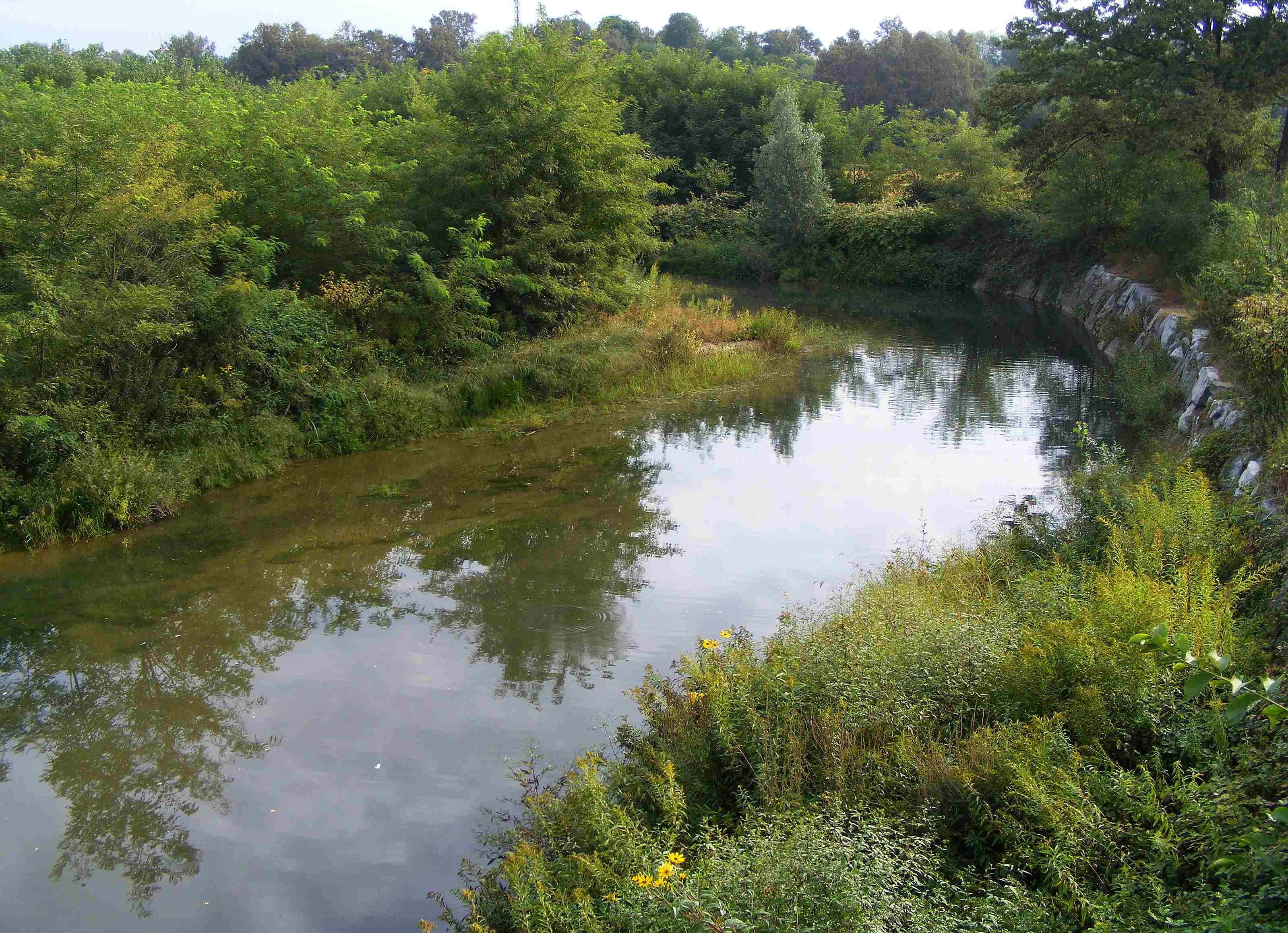
L'Ostola à Castelletto Cervo.

Près de Rolino, le torrent reçoit l'apport hydrique du torrent Bisingana, son plus important affluent en rive gauche. Il est ensuite traversé par l'ex route SS Biellese (renommée depuis SP 142) et marque pour quelques kilomètres la frontière entre les villes de Masserano et Lessona. Une fois sorti de la plaine, l'Ostola conflue jusqu'au Cervo à environ 186 mètres d'altitude sur la commune de Castelletto Cervo, un peu au sud du chef-lieu.

### Principaux affluents
Sur la rive gauche :
- Rio di Vioglio : prend sa source sur le versant sud-ouest du Mont Solivo (739 mètres, commune de Curino) et, passant tout près à l'est du hameau Vioglio (commune de Soprana), il se jette dans l'Ostola près de l'ex Mulino Susta.
- Torrent Bisingana

Sur la rive droite :
- Torrent Cigliaga : prend sa source sur le Mont Bastia (677 mètres, commune de Strona) et se jette dans l'Ostola à l'endroit où celui-ci rejoint le Lac des Plaines.
- Rio Osterla (ou Rio Osteria) : prend sa source près de Strona, poursuivant sa course avec une inclinaison nord-ouest / sud-est entre les collines de Crosa et de Casapinta qui, après avoir marqué la frontière entre Lessona et Masserano et reçu l'apport hydrique en rive droite de la Riale della Valle, va se jeter dans l'Ostola tout près de Rolino (commune de Masserano).

## Histoire
L'Ostola, dont le régime hydrique est similaire à de nombreux autres cours d'eau traversant les collines bielloises, a provoqué avec ses crues d'importants dégâts, moins importants cependant que les torrents voisins tels que la Strona di Mosso ou encore l'Elvo.

## Utilisation
L'Ostola alimente le Lac des Plaines, un lac barrage réalisé dans un but d'irrigation et actuellement géré par le Consorzio di Bonifica della Baraggia Ovest Sesia, qui s'en sert afin d'alimenter les canaux au service de la riziculture. Un temps, les eaux de l'Ostola fournirent de l'énergie à plusieurs moulins, dont l'ex Moulin Susta situé sur la commune de Soprana, si bien qu'il lui a été consacré une salle de l'Écomusée du Biellois.

## Sources
- (it) Cet article est partiellement ou en totalité issu de l’article de Wikipédia en italien intitulé « Ostola » (voir la liste des auteurs).